# Empson (rivière)
La rivière Empson  est un torrent du district de Hurunui dans la région de Canterbury de l’Île du Sud de la Nouvelle-Zélande.

## Géographie
Elle prend naissance près de «Grey Hill» dans la chaîne de Hamner et s’écoule vers le sud dans le  fleuve Waiau. Son nom n’est pas officiel.